# Tom Clancy's Splinter Cell: Conviction
Tom Clancy's Splinter Cell: Conviction är den femte delen i Splinter Cell-serien. Spelet är utvecklat av Ubisoft Montreal, som även låg bakom Splinter Cell, Splinter Cell: Chaos Theory och de sjätte generationsversionerna av Splinter Cell: Double Agent och utgiven av Ubisoft för Windows, Xbox 360 och Mac OS X
Spelet var tänkt att ha världspremiär den 17 november 2007, men flera förseningar gjorde att spelets releasedatum flyttades först till den 30 juni 2009, sedan till antingen fjärde kvartalet 2009 eller första kvartalet 2010, vilket specificerades i september 2009 till den 23 februari 2010.

## Spelfunktioner
Conviction har en ny spelmotor med flera nya funktioner. Sam kan ta betäckning bakom föremål. Varje gång han slår ner en fiende i närstrid, får han bonusförmågan att markera och automatiskt avrätta ett antal andra fiender med sitt vapen. I vissa sekvenser fångar Sam en fiende, som han förhör under tortyr, genom att använda föremål i närheten.
I tidigare spel var Sam anställd av regeringen, och var därför förbjuden att använda dödligt våld i vissa uppdrag. I Conviction finns inga sådana begränsningar.
De flesta spelmeddelanden visas som text projicerad på ytor i spelvärlden.

## Handling
Handlingen i spelet återberättas av Navy SEAL-veteranen Victor Coste i ett förhörsrum, där han beskriver hur hans gamla vän, den avhoppade NSA-agenten Sam Fisher, infiltrerade sin egen organisation.
Efter händelserna i Splinter Cell: Double Agent, där Sams dotter Sarah dödades av en rattfyllerist, lämnade Fisher sitt jobb på NSA-avdelningen Third Echelon. Hans tidigare kollega Anna Grimsdóttir, kallad "Grim", kontaktar honom på radiolänk i Maltas huvudstad Valletta. Grim berättar att Sam är förföljd av ett gatugäng. Under smygandet genom Vallettas gator, visas några av Sams minnen när Sarah var barn, där spelaren får lära sig spelets funktioner. Sam besegrar gänget och förhör deras ledare Dimitri Gramkos, som berättar att smugglarbossen Andriy Kobin var inblandad i hans dotters död. Sam tar sig in i Kobins högkvarter i ett museum på Valletta, och frågar ut Kobin om vad som hände Sarah. Förhöret avbryts när flera Third Echelon-agenter tar sig ner genom taket, tillfångatar Sam och för honom till USA.
Sam vaknar som fånge på en flygbas i Virginia, som bemannas av legosoldatföretaget Black Arrow. När han är ensam med Grim, berättar hon att Third Echelons nya chef Tom Reed tillsammans med Black Arrow planerar en stor operation, utan president Caldwells kännedom. Grim berättar att hon är presidentens mullvad i Third Echelon, och ber Sam om hjälp för att ta reda på vad Reed har för sig. Hon berättar också att Sarah lever. Sam beslutar att hjälpa Grim för sin dotters skull, och med Grims hjälp flyr han från flygbasen.
Sam stämmer möte med Victor Coste, den enda han kan lita på. Spelaren förflyttas tillbaka till Gulfkriget 1990, och spelar rollen som Victor, i ett uppdrag där han räddade Sam. Victor träffar Sam på ett nöjesfält vid Washington-monumentet där han får en elektromagnetisk puls-generator som han kan använda för att mörklägga platser. Sam bryter sig in på White Box Laboratories som är inriktat på EMP-vapen, och får se Black Arrow-soldater döda flera forskare. Sam hämtar information från White Box datorer åt Grim.
Med hjälp av Secret Service avlyssnar Sam ett möte mellan Reed och Lucius Galliard, den nya ägaren till White Box, i Lincoln-monumentet. Sam fångar och frågar ut Galliard, som berättar om den hemliga internationella organisationen Megiddo. Galliard blir skjuten av en man i polisuniform. Sam förföljer mördaren. När mördaren nått fram till sin bil, sprängs bilen och dödar honom.
Sam tar sig in på sin gamla arbetsplats Third Echelon där en tekniker ger honom ett par nya mörkerglasögon med sonar som kan se genom väggar. Sam tar sig in till Reeds kontor, men finner Kobin, som han förhör en gång till. Sam får veta att Reed planerar att avfyra EMP:er i Washington för att kunna mörda presidenten, så att vicepresidenten kan ta över, och Reed kan bli hjälte. Kobin berättar också att han inte dödat Sarah, men att han skaffade fram ett lik som liknade henne, för att lura Sam att Sarah var död. Grim berättar att hon har något att berätta för Sam, och Sam går därför till Grims kontor och startar ett videosamtal med Grim. Hon spelar upp en ljudinspelning från Sams tidigare chef Lambert. Han hade låtit iscensätta Sarahs död, eftersom det fanns en förrädare på Third Echelon som skulle använda Sarah för påtryckningar mot Sam. Sam blir rasande. Han påminner sig om att det var han själv som tvingades döda Lambert, i slutet av Splinter Cell: Double Agent.
Sam tar sig in till en vattenreservoar bevakad av Black Arrow, för att stoppa ett av EMP-aggregaten. Enda sättet är att spränga två generatorer samtidigt, vilket Sam lyckas göra med hjälp av Victor Coste. Medan Sam markerar koordinaterna för båda generatorer, anländer Victor i en attackhelikopter med Sarah ombord, spränger generatorerna och skjuter ner en helikopter med ett Black Arrow-befäl.
Victor landar och låter Sam återförenas med Sarah. De flyger tillsammans för att flyga till Vita huset och stoppa Reed. Efter att de två andra EMP:erna har mörklagt större delen av staden, träffas helikoptern av en luftvärnsmissil och havererar i en byggnad. Sam, Victor och Sarah överlever. Sam anländer till Vita huset till fots, tar sig förbi ett antal Black Arrow-soldater och Third Echelon-agenter, oskadliggör vicepresidenten genom att skjuta honom i fötterna, och finner Grim i pressrummet. Grim skjuter Sam i axeln och låtsas tillfångata Sam (i en sekvens som visats tidigare under spelet), och tar honom till Ovala rummet där Reed håller president Caldwell fången. Reeds plan är att sätta fast Sam för mordet på Caldwell. Sam och Grim dödar alla Reeds agenter. En grupp armésoldater anländer, och tar med sig presidenten under löfte att hemlighålla Grims och Sams närvaro. Sam förhör Reed, och får veta att det var Reed som var mullvaden, som försökte komma åt Sarah. Spelaren kan välja om Sam ska skjuta eller skona honom. Om Reed överlever förhöret, blir han skjuten av Grim.
Spelet återvänder till förhörsrummet. Victor Coste berättade att Sam ville komma tillbaka till familjen, och att han såg Victor som en bror. Då går ett inbrottslarm. Sam är på plats igen, för familjens skull.